# Парламентські вибори в Австрії 2017
Парламентські вибори в Австрії 2017 року — дострокові 26-ті парламентські вибори в Австрії до Національної ради (нижня палата парламенту), які відбулися 15 жовтня 2017 р.
Найбільше голосів набрала Австрійська народна партія (ÖVP), яка отримала 61 із 183 місць парламенту. Австрійська партія свободи  (FPÖ) посіла друге місце з 53 місцями, обійшовши правлячу до цього Соціал-демократичну партію Австрії (SPÖ).

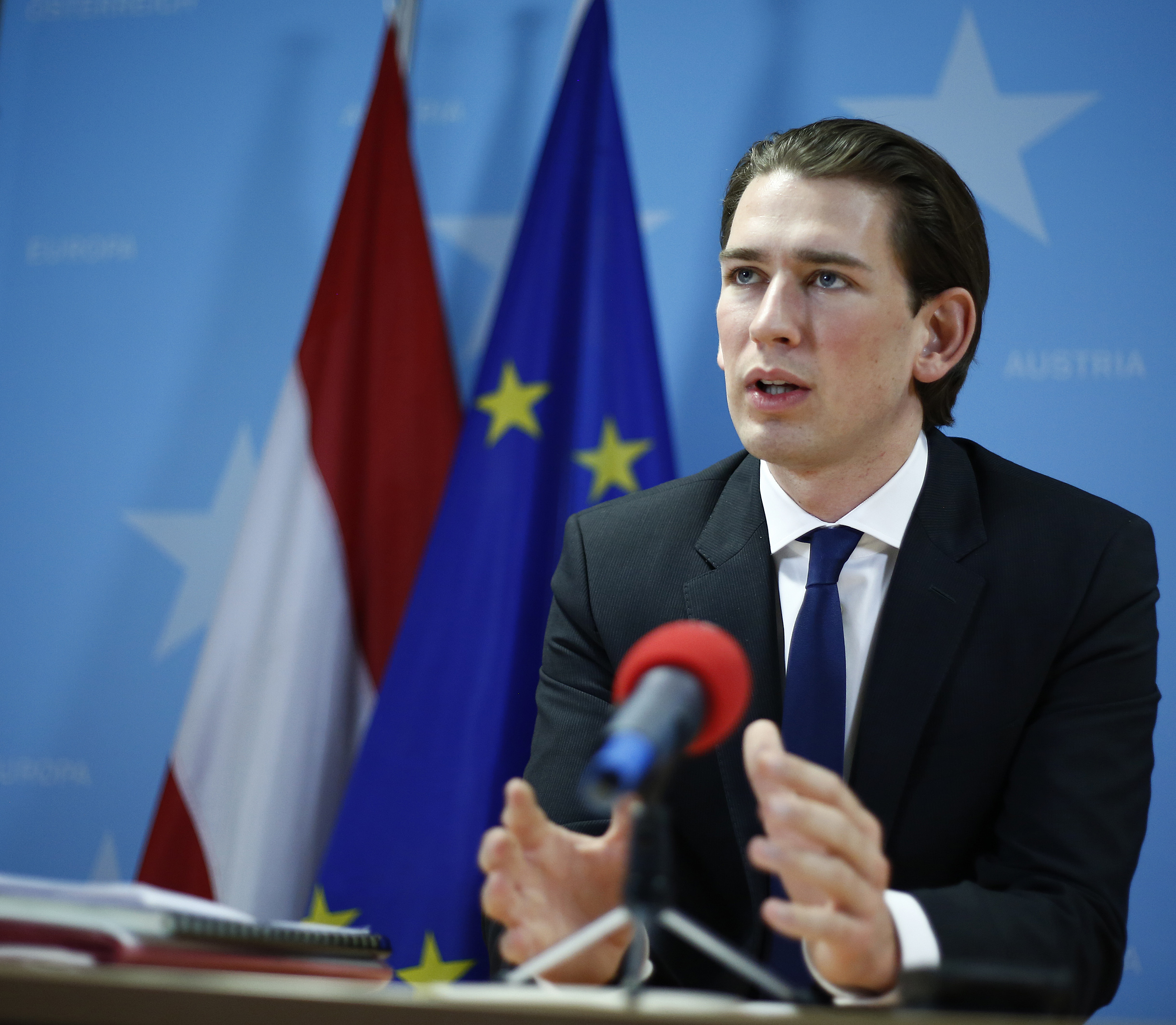
Себастьян Курц оголосив про перемогу на виборах Австрійської народної партії

Міністр закордонних справ Австрії Себастьян Курц (на фото) вже ввечері 15 жовтня 2017 року оголосив про перемогу своєї політичної сили на парламентських виборах. Однак, його партія не зможе самотужки здобути більшість, тому шукає партнерів по коаліції.
Лідер найсильнішої партії в коаліції, якщо такий є, зазвичай стає канцлером.

## Учасники виборів
У виборах беруть участь 16 політичних партій Австрії.

### Політичні партії та списки, представлені в Національній раді
- Соціал-демократична партія Австрії (SPÖ) (правляча партія). Лідер — Крістіан Керн;
- Австрійська народна партія (ÖVP). Лідер — Себастьян Курц;
- Австрійська партія свободи (FPÖ). Лідер —  Хайнц-Крістіан Штрахе;
- Зелені — Зелена Альтернатива (GRÜNE)
- NEOS — Нова Австрія і Ліберальний форум (NEOS)

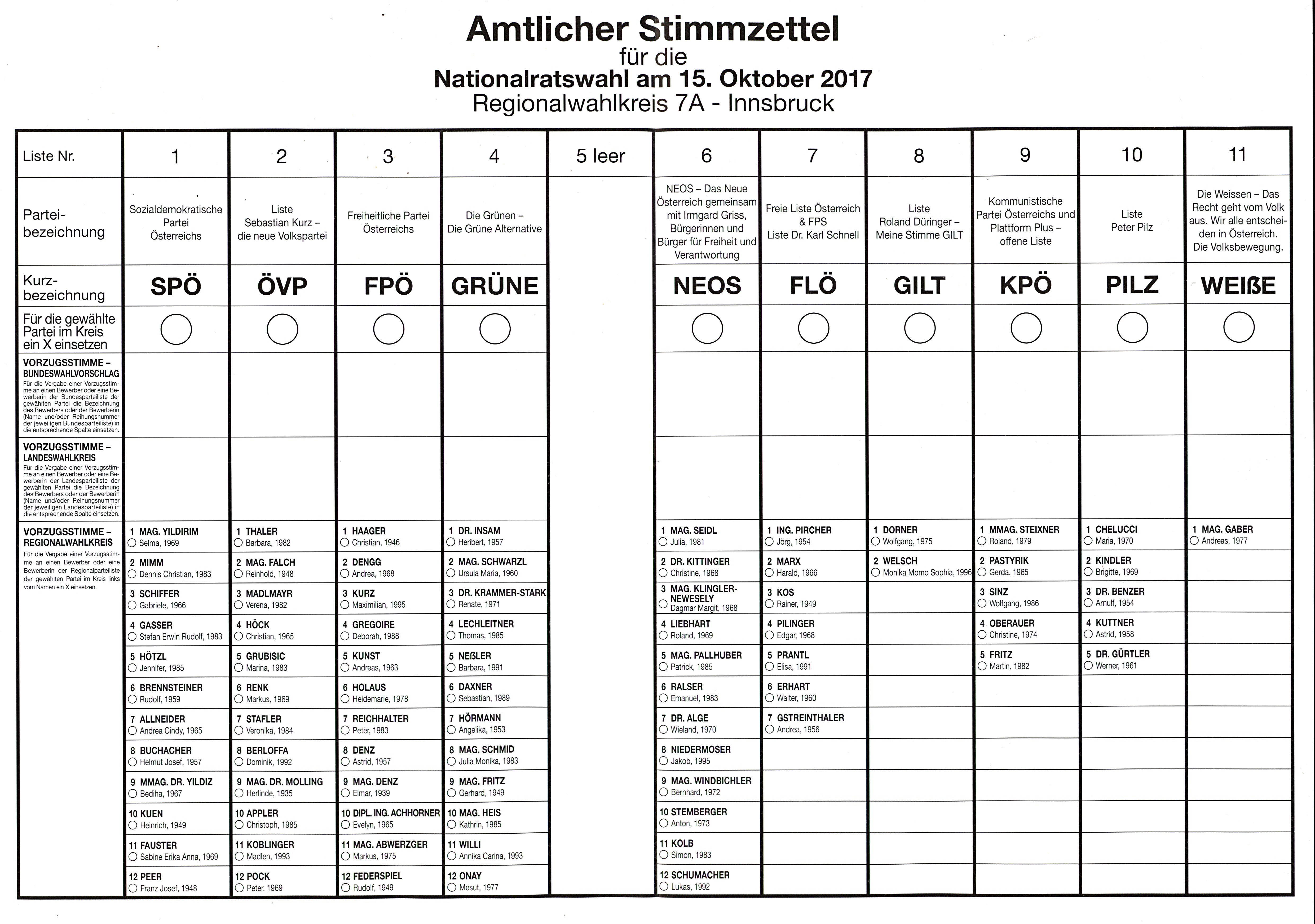
Офіційний виборчий бюлетень (зразок)

- Список Пітера Пільца (PILZ)
- Вільний список Австрії (FLÖ)
- Білі (WEIßE)

### Політичні партії та списки, не представлені в Національній раді
- Мій підрахунок голосів! (G!LT)
- KPÖ Plus: Комуністична партія Австрії (KPÖ) — Юні зелені

## Опитування громадської думки
Згідно з опитуваннями громадської думки, більшість виборців віддають перевагу консервативній АНП — 33 %. Також СДПА і АПС ділять друге-третє місця, за них готові голосувати 27 % і 25 % відповідно.

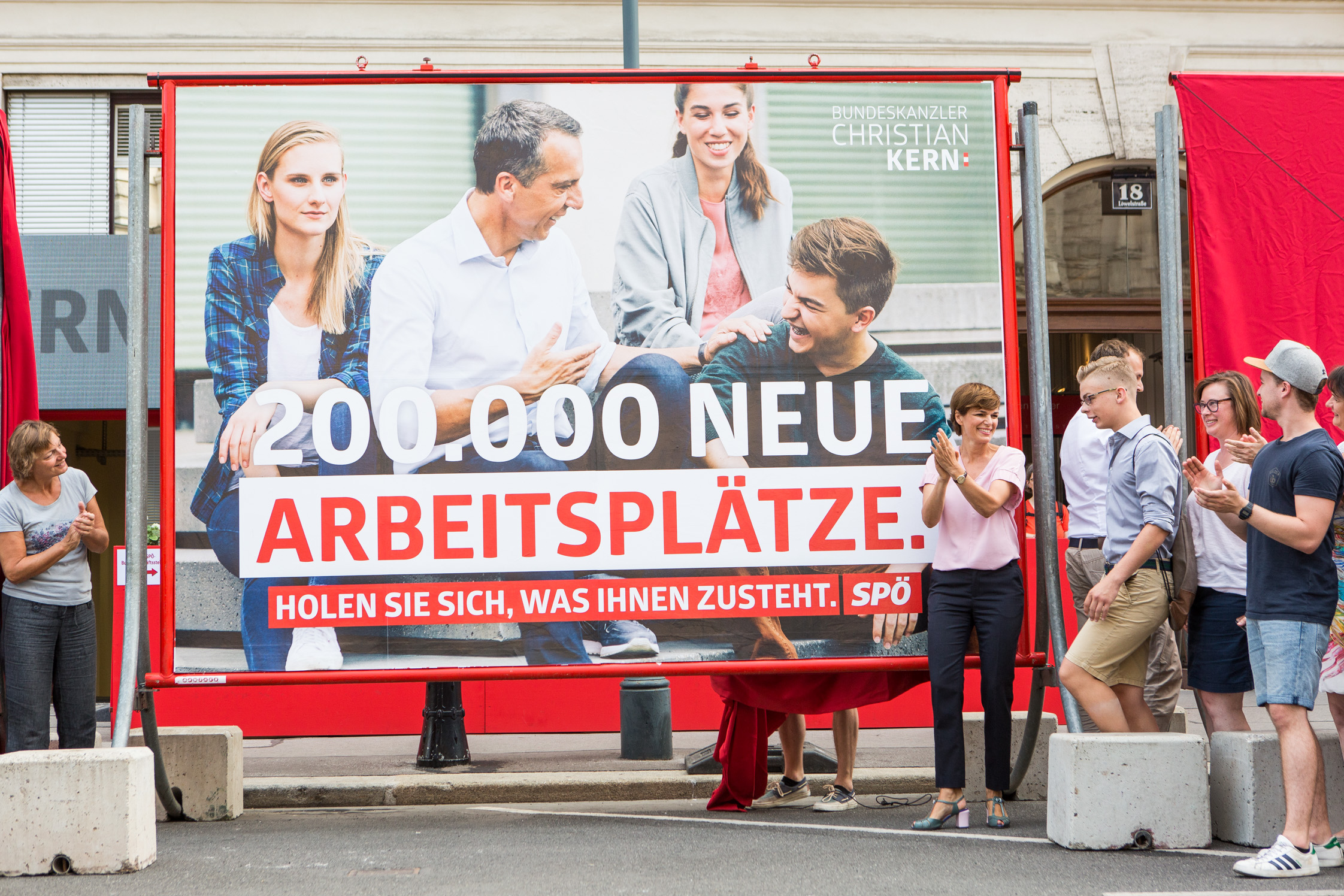
Передвиборчий плакат Соціал-демократичної партії Австрії

Очевидно, прохідний 4-відсотковий бар'єр подолають Зелена альтернатива, NEOS («Нова Австрія та Ліберальний форум») і Список Петера Пільца.
Уподобання, згідно з опитуванням громадської думки виборців Австрії за останні чотири роки (2013—2017 роки) змінювались таким чином:

## Результати виборів

### Екзит-поли
Відразу після закриття виборчих дільниць австрійський Інститут соціальних досліджень і консалтингу SORA та ARGE оприлюднили дані екзит-полу. Згідно з цими даними найбільше голосів набирає Австрійська народна партія (ÖVP) Себастьяна Курца (31,7 % та 31,4 %, відповідно).
Правляча нині[коли?] Соціал-демократична партія Австрії (SPÖ) під керівництвом чинного канцлера Крістіана Керна опиняється на другому місці, отримавши за даними обох екзит-полів 26,9 та 26,6 %. Відповідно, 25,9 % та 26,5 % набирає ультраправа Австрійська партія свободи (FPÖ) на чолі з Гайнцом-Крістіаном Штрахе.
Очевидно, 4%-бар'єр долають ще лише дві партії ліберальна партія NEOS («Нова Австрія і Ліберальний форум») (5,3 %) та партія Pilz («Список Пітера Пільца») — 4,3 %.

### Підрахунок голосів
| Партія                                                                                                 | Партія                                  | Голосів   | %    | Місць | +/–  |
| --- | --------------------------------------- | --------- | ---- | ----- | ---- |
| | Австрійська народна партія              | 1,341,930 | 31.4 | 61    | +14  |
| | Австрійська Партія Свободи              | 1,170,455 | 27.4 | 53    | +13  |
| | Соціал-демократична партія Австрії      | 1,144,516 | 26.7 | 52    | 0    |
| | NEOS — Нова Австрія і Ліберальний форум | 212,251   | 5.0  | 9     | 0    |
| | Список Пітера Пільца (PILZ)             | 177,035   | 4.1  | 8     | Нова |
| | Зелені — Зелена Альтернатива (GRÜNE)    | 141,959   | 3.3  | 0     | –24  |
| | My Vote Counts!                         | 39,466    | 0.9  | 0     | Нова |
| | Комуністична партія Австрії             | 31,381    | 0.7  | 0     | 0    |
| | Free List Austria                       | 7,731     | 0.2  | 0     | Нова |
| | Білі                                    | 7,604     | 0.2  | 0     | Нова |
| | Новий рух за майбутнє                   | 2,631     | 0.1  | 0     | Нова |
| | Нові політики                           | 661       | 0.0  | 0     | Нова |
| | Соціалістична ліва партія               | 571       | 0.0  | 0     | 0    |
| | За вихід з ЄС                           | 500       | 0.0  | 0     | 0    |
| | Християнська партія Австрії             | 338       | 0.0  | 0     | 0    |
| | Чоловіча партія                         | 183       | 0.0  | 0     | 0    |
| Недійсні / порожні голоси                                                                              | Недійсні / порожні голоси               | 45,548    | –    | –     | –    |
| Всього                                                                                                 | Всього                                  | 4,324,760 | 100  | 183   | 0    |
| Зареєстровані виборці / голосування                                                                    | Зареєстровані виборці / голосування     | 6,400,998 | 67.6 | –     | –    |
| Джерело: Austrian Interior Ministry [Архівовано 15 жовтня 2017 у Archive.is] (excludes postal ballots) |                                         |           |      |       |      |

- Місце новонабранних депутатів парламенту Австрії

## Привітання
Президент України Петро Порошенко вже ввечері 15 жовтня о 23:38 привітав Себастьяна Курца з перемогою на виборах в Австрії:
|  | Перемога Себастіана Курца та Народної партії в Австрії - це перемога людини, яка неодноразово бувала в Україні і яка добре знає українську тему. Це також перемога переконаного європейця, який знає важливість консолідованого ЄС для миру на континенті... |